# Lui au club mystérieux
Pour plus de détails, voir Fiche technique et Distribution.
Lui au club mystérieux (The Lamb) est un film américain de Gilbert Pratt et Harold Lloyd, sorti en 1918.

## Fiche technique
- Titre original : The Lamb
- Titre français : Lui au club mystérieux
- Réalisation : Gilbert Pratt et Harold Lloyd
- Production : Hal Roach
- Pays d'origine : États-Unis
- Format : Noir et blanc - 1,33:1 - Film muet
- Genre : comédie, court métrage
- Date de sortie : 1918

## Distribution
- Harold Lloyd
- Snub Pollard
- Bebe Daniels
- Sammy Brooks
- Gus Leonard
- Golda Madden
- James Parrott